# مینامیسوما، فوکوشیما
مینامیسوما (به ژاپنی: 南相馬市) در استان فوکوشیما در کشور ژاپن واقع شده‌است و دارای جمعیت ۷۱٬۲۹۶ نفر است. این شهر در اول ژانویه ۲۰۰۶ با الحاق به سه شهر هاراماچی، اوداکا و کاشیما شکل گرفت.
مینامیسوما در زمین‌لرزه و سونامی ۲۰۱۱ توهوکو آسیب فراوان دید.